# Villa Calamari
La Villa Calamari, también llamada Palacete Versalles, es una construcción del siglo XIX situada en la diputación de San Félix, dentro del municipio español de Cartagena.

## Historia
La finca perteneció primeramente al empresario minero de origen luxemburgués Guillermo Ehlers y Meyer, aficionado a la botánica que en el siglo XIX convirtió el terreno en un jardín atravesado por cursos artificiales de agua y cultivado con especies vegetales exóticas. A finales de siglo pasó a propiedad del empresario minero italiano Calamai, quien encargó a Víctor Beltrí la construcción de la actual villa en 1900 y cuyo nombre, deformado, acabó dándole nombre. A continuación fue propietario el industrial Pérez Milla y en la posguerra fue adquirido por el empresario minero Celdrán, que reordenó y embelleció el jardín.
A finales del siglo XX, el monumento entró en una fase de abandono y progresivo deterioro, que no mitigó siquiera con la incoación de expediente como Bien de Interés Cultural en 1999 ni aún con la declaración como tal en 2012. Como consecuencia de ello, fue incluido en 2014 en la Lista roja de patrimonio en peligro de la asociación Hispania Nostra, saliendo al año siguiente a partir del inicio de unas obras de «conservación preventiva» por parte de la empresa propietaria, auspiciadas por la Consejería de Cultura del Gobierno regional. Sin embargo, en diciembre de 2016 la entidad patrimonialista Daphne denunció ante el Defensor del Pueblo la situación de desatención de la villa, exigiendo a la administración regional su restauración.
En 2017 regresó a la Lista roja de patrimonio en peligro tras el reiterado incumplimiento del plan de mantenimiento, y un informe del Ministerio de Cultura constató en 2019 la inacción de propietarios –la Inmobiliaria Vano– y Gobierno regional ante su deterioro.

## Arquitectura
Los materiales utilizados son mármol para el zócalo y pórtico, y ladrillo y piedra artificial para el resto de los muros. El eclecticismo de Beltrí en este edificio lo orienta hacia un clasicismo que parece inspirarse en las fuentes del manierismo francés. 
Sin embargo, Villa Calamari pertenece al tipo de «chalet-cottage» que tanto se puede encontrar en el Cantábrico español como en la Costa Azul o la Riviera italiana. En este edificio como sucedía con las construcciones de Shaw o Web, el ladrillo rojizo guarnecido con piedra clara es tan francés, Luis XII, como inglés, Reina Ana.
En su interior se conservan algunas habitaciones decoradas con pinturas de flores y pájaros. 
Las dos entradas del edificio, la principal del pórtico y la lateral del otro bloque, marcan como dos zonas de la vivienda, una más solemne y otra de diario.
La iluminación se realiza a través de una vidriera de temática floral modernista, situada en el muro frontal.
En el jardín, Beltrí realizó una ordenación de rincones y fuentes con piedras rústicas.